# Никола Делев
Никола Делев е български олимпиец, участвал на зимните олимпийски игри в Санкт Мориц през 1948 г. в ски бягането и северната комбинация. Шампион на България в ски бягането на 18 km и в северната комбинация през 1944 г.

## Биография
Роден е на 6 януари 1925 година. През 1944 г. печели държавните титли в ски бягането на 18 km и в северната комбинация като състезател на софийския спортен клуб Славия.  Участва в състезанията по ски бягане и северна комбинация на петите зимни олимпийски игри, провели се в Санкт Мориц през 1948 година. Завършва състезанието на 18 km ски бягане 80-и от 84 участници и северната комбинация 38-и от 39 участници, като резултатът от ски бягането се взима и за северната комбинация.  Делев е единственият български състезател, взел участие в северна комбинация на олимпийски игри към 2014 г. 